# نتيجة صفرية
في العلوم، النتيجة الصفرية هي نتيجة بدون المحتوى المتوقع: أي أن النتيجة المقترحة غائبة. إنها نتيجة تجريبية لا تظهر تأثيرًا متوقعًا بخلاف ذلك. هذا لا يعني نتيجة صفرية أو لا شيء، بل مجرد نتيجة لا تدعم الفرضية.
في اختبار الفرضيات الإحصائية، تحدث النتيجة الصفرية عندما لا تختلف النتيجة التجريبية بشكل كبير عما يمكن توقعه بموجب الفرضية الصفرية؛ لا يتجاوز احتمالها (بموجب الفرضية الصفرية) مستوى الأهمية، أي الحد الأدنى المحدد قبل الاختبار لرفض الفرضية الصفرية. يختلف مستوى الأهمية، لكن الخيارات الشائعة تشمل 0.10 و0.05 و0.01. ومع ذلك، فإن النتيجة غير المهمة لا تعني بالضرورة أن التأثير غائب.
على سبيل المثال في الفيزياء، كانت نتائج تجربة ميكلسون ومورلي من هذا النوع، حيث لم تكتشف السرعة المتوقعة بالنسبة للأثير المضيء المفترض. ساهم فشل اكتشاف هذه التجربة الشهير، والذي يشار إليه عادةً باسم النتيجة الصفرية، في تطوير النسبية الخاصة. يبدو أن التجربة قد قامت بقياس "انحراف" غير صفري، لكن القيمة كانت صغيرة جدًا بحيث لا يمكن تفسير النتائج المتوقعة نظريًا؛ يُعتقد عمومًا أنها داخل مستوى الضوضاء في التجربة.